# Zapping

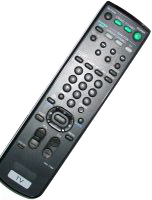
Il telecomando, lo strumento ideale e più diffuso per la carrellata.

La carrellata o zapping (termine inglese traducibile in italiano con scanalare) è, nel linguaggio comune, un modo di guardare la televisione che consiste nel cambiare in continuazione canale, spesso molto velocemente, per trovare un programma interessante per il telespettatore. In italiano lo si utilizza per riferirsi appunto al "fare una carrellata di canali". Il termine è mutuato dal cinema e in questo campo è utilizzato per descrivere il movimento della macchina da presa lungo i binari sui quali essa è posta, così analogamente in televisione tale termine è usato per indicare una rapida panoramica dei vari canali.   

## Sviluppo
Questa pratica si è molto diffusa grazie all'apparizione del telecomando.
Hanno contribuito anche l'aumento di canali disponibili, grazie alla televisione satellitare, alla televisione via internet ed al digitale terrestre. Questi ultimi tipi di diffusione televisiva consentono al telespettatore di accedere ad un mosaico dei programmi, che facilita la carrellata o zapping. Questo è un'interfaccia che presenta contemporaneamente tutti i canali che trasmettono in una schermata divisa in dei piccoli riquadri; l'utilizzatore quindi non deve quindi utilizzare le frecce del telecomando per spostarsi avanti ed indietro tra i canali, ma può muoversi tra i riquadri del mosaico, sentire l'audio del canale, guardarne l'anteprima video ed eventualmente decidere di visualizzare quel determinato programma.

## Connotazioni e analogie
Lo zapping è spesso considerato un sinonimo di pigrizia, di disattenzione oppure di iperattività, anche se alcuni sottolineano il fatto che esso sia un sintomo dell'evoluzione verso un utilizzo "usa e getta" della televisione. È così una questione di "zapping ideologico" o "culturale", per esempio. D'altra parte, si parla di analogia dello zapping, per esempio sul soggetto di una conversazione o su qualcosa da fare, quando lo si ignora o si fa finta di dimenticarlo, e si passa a qualcos'altro.

## Altri tipi di zapping
La comparsa sul mercato dei videoregistratori analogici e digitali ha permesso lo sviluppo di un altro tipo di zapping, che consiste nell'aumentare la velocità di lettura delle immagini (registrate su cassetta, DVD o hard disk) durante le interruzioni pubblicitarie, per trovare più velocemente il prosieguo del programma.
La carrellata o zapping ha un equivalente sul web, che consiste nel passare di sito in sito attraverso link senza perdere troppo tempo.
Gli scanner radio e gli scanner di porte informatiche usano lo stesso principio, saltando di frequenza in frequenza, e di porta in porta.

## Conseguenze
ci hai stretto in mano il tuo telecomando!!»
(Renzo Arbore, da La vita è tutta un quiz)
La propensione di molti telespettatori a praticare lo zapping ha portato, in molti paesi dell'America del Nord alla scelta del sistema ATSC (Advanced Television Systems Committee) in luogo del sistema DVB (Digital Video Broadcasting), utilizzato in Europa per la televisione digitale terrestre. Infatti il primo può sintonizzare un segnale e cominciare a decodificarlo circa un secondo dopo, mentre l'altro sistema richiede alcuni secondi per questa operazione.

## Significato in lingua inglese
In inglese to zap significa “uccidere”, specificamente to kill as if by shooting e viene usato per indicare l'atto di uccidere un insetto spruzzandogli addosso dell'insetticida. Il termine indica molto efficacemente il senso di fastidio che spesso la pubblicità provoca negli ascoltatori. Deriva anche dal termine di uso comune americano zapper che significa proprio telecomando.

## Lo zapping come genere televisivo
Per estensione, uno zapping è un tipo di programma o di narrazione nella quale sono montate, con una voce fuori campo o con un presentatore, delle sequenze video aventi delle caratteristiche in comune: possono essere divertenti, di uno stesso periodo, su uno stesso canale, su uno stesso soggetto, ecc. Si tratta in un certo qual modo di una "rassegna stampa" della TV, dove l'autore fa zapping al posto del telespettatore.
Molti periodici specializzati nel settore televisivo offrono delle rubriche simili, con dei fermo-immagine accompagnati dalla trascrizione delle azioni e dei dialoghi.

### Programmi di zapping
- Blob (Rai 3)
- Mai dire TV (Italia 1)